# Final Cut Express
Final Cut Express es un software de edición de vídeo creado por Apple Inc. Es la versión simplificada de Final Cut Pro, utilizado en el diseño gráfico y en vídeo de alta definición, compatible con múltiples canales de vídeo, transiciones y efectos especiales en tiempo real, y equipado con potentes herramientas de corrección cromática. Final Cut Express contine LiveType y Soundtrack. La última versión disponible de Final Cut Express es la 4.0, lanzada en noviembre de 2007.

## Características
Final Cut Express es parecido a Final Cut Pro; sin embargo, carece de algunas de las características específicas. Por ejemplo, no incluye las herramientas del cine y no tiene función para múltiples escenarios o código de tiempo. Las especificaciones más notables de Final Cut Express son:
- Rt dinámico, que cambia ajustes en tiempo real
- Trayectoria del movimiento keyframing
- Opacidad
- Técnicas de precisión como desplazados, rizos, enrollados, divisiones y ampliaciones.
- Hasta 99 pistas de video y 12 modos de composición
- Hasta 99 pistas de audio, con transiciones y filtros como fundidos cruzados, reverberaciones, ecualizaciones, ecos, umbrales de ruido
- Corrección de color.

## Contenido
Final Cut Express cuenta con:
LiveType:
Con él se pueden crear títulos dinámicos para los proyectos de vídeo mediante la tecnología LiveFont. Además, puede editar y actualizar automáticamente los proyectos de LiveType que se integren en Final Cut Express HD. Permite exportar imágenes de muchos formatos. La versión más actual de LiveType para Final Cut Express es la 2
Soundtrack:
Soundtrack es capaz de componer música de manera y sonido profesional. Con él es posible fusionar bucles instrumentales y efectos de sonido, independientemente de la clave o el tempo, también desarrolla partituras con el tono y energía. Soundtrack usa más de 30 efectos sonoros profesionales, lo que lo hace más atractivo. La última versión de Soundtrack disponible para Final Cut Express es la 1.5